# Gouvernement de salut national (Serbie)
Pour les articles homonymes, voir Gouvernement de salut national.
1941–1944
Entités précédentes :
- Royaume de Yougoslavie

Entités suivantes :
- État fédéral de Serbie (Yougoslavie)

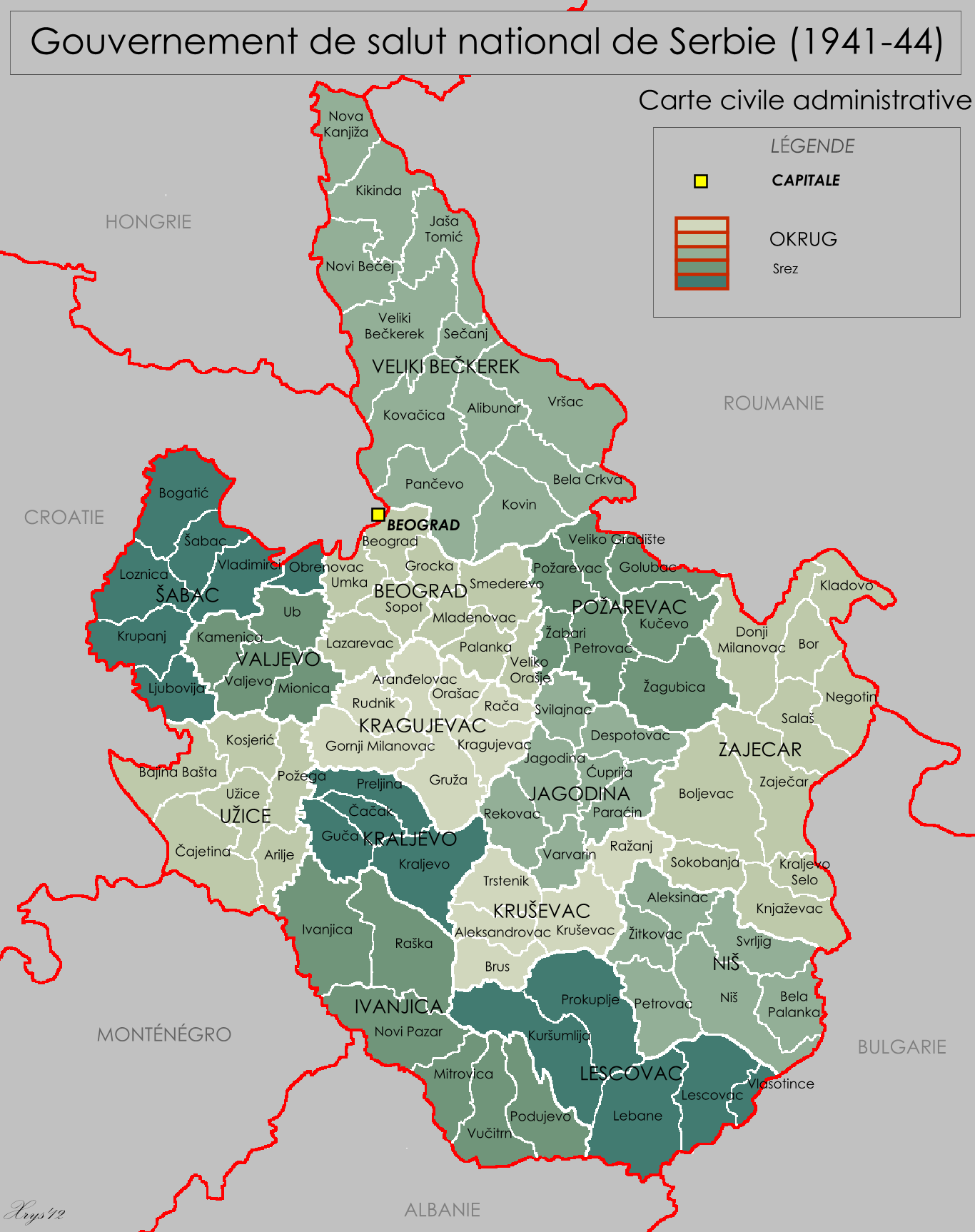
Carte administrative de la Serbie sous le régime du Gouvernement de salut national.

Le Gouvernement de salut national est le nom officiel du gouvernement fantoche collaborationniste de la Serbie durant l'occupation de la Yougoslavie par l'Allemagne nazie, pendant la Seconde Guerre mondiale. Après un gouvernement de transition brièvement dirigé par Milan Aćimović, le pouvoir est officiellement assumé par Milan Nedić, le pays demeurant cependant sous l'administration militaire du Troisième Reich (Administration militaire de la Serbie, Vojna Uprava u Srbiji, cyrillique : Војна Управа у Србији). L'autorité du gouvernement de Nedić s'étend sur un territoire recouvrant le centre de la Serbie et le nord du Kosovo actuels.

## Contexte: occupation de la Serbie

Partition de la Yougoslavie en 1941.

En 1941, après l'invasion, les puissances de l'Axe divisent le royaume de Yougoslavie en plusieurs entités distinctes. Alors qu'une partie des Croates et des musulmans a réagi favorablement à la proclamation d'indépendance du leader croate Ante Pavelić, le démantèlement de la Yougoslavie et l'occupation sont, à l'inverse, ressentis en Serbie comme une tragédie et une profonde humiliation. L'opinion publique serbe se sent trahie aussi bien par l'État yougoslave et par les Britanniques que par les Croates. Les Allemands s'emparent des ressources du pays et appliquent d'emblée des mesures de terreur. Le droit pénal du Reich est imposé dans les zones d'occupation allemandes ; tout acte de sabotage est puni de mort. La vie économique est placée sous le contrôle étroit des autorités allemandes.
Alors que l'ouverture du front de l'Est est en préparation, l'Allemagne tente en effet d'occuper la Serbie avec un minimum de troupes, en s'appuyant autant que possible sur une force de police issue des minorités allemandes de Voïvodine, sur des volontaires SS issus de cette communauté, sur des collaborateurs locaux, sur les troupes bulgares, et enfin sur le gouvernement collaborateur. Le 1er mai 1941, l'administration militaire allemande de la Serbie nomme un cabinet de « commissaires » serbes, formé de dix hommes politiques de second plan, dont le rôle se limite à servir de relais aux demandes des occupants. Milan Aćimović, ancien chef de la police de Belgrade et éphémère ministre avant-guerre, prend la tête de cette administration, avec le titre de commissaire chargé du ministère de l'Intérieur.
À peine Belgrade est-elle occupée qu'un ensemble de mesures est pris à l'encontre des 15 000 Juifs de Serbie, tenus de déclarer leur présence aux autorités, et dont certains sont tués immédiatement ; à partir du 30 mai, l'ensemble des dispositions des lois raciales nazies relatives aux Juifs et aux Roms est appliqué en Serbie.

## Mise en place et fonctionnement du régime
Les Allemands sont confrontés en Serbie à un double mouvement de résistance, avec, à partir d'avril 1941, les Tchetniks fidèles au Gouvernement yougoslave en exil à Londres et dirigés par Draža Mihailović, puis à partir de juillet 1941 (attaque allemande contre l'URSS) les Partisans communistes alors fidèles au Komintern et dirigés par de Josip Broz Tito. Les deux mouvements s'efforcent de mieux organiser leurs alliés locaux, en commençant par mettre sur pied un régime serbe plus crédible. Afin de préparer le terrain, le gouvernement des commissaires publie un « appel au peuple serbe » signé par 307 personnalités — des hommes politiques pro-allemands, mais aussi des intellectuels et des ecclésiastiques, qui ont pour la plupart signé sous la contrainte — et réclamant la restauration de l'ordre. Enfin, les Allemands obtiennent en Serbie le ralliement d'une personnalité politique importante — qui leur a fait défaut en Croatie lors du refus de Maček — lorsque le général Milan Nedić, ancien ministre et chef du groupe d'armées sud au moment de l'invasion, prend le 29 août la tête d'un gouvernement « de salut national ». Le 1er septembre 1941, Nedić prononce un discours à la radio, où il déclare son intention de « sauver le noyau du peuple serbe » en acceptant l’occupation et en collaborant avec les Allemands.
Le régime de Nedić n'hésite pas à se réclamer du roi Pierre II réfugié à Londres : plusieurs généraux de l'ancienne armée royale y participent, de même qu'Aćimović qui reste ministre de l'Intérieur, ainsi que des membres du parti d'extrême droite ZBOR. Nedić, qui n'adhère pas particulièrement aux idées fascistes et semble avoir voulu en premier lieu protéger les Serbes de l'anéantissement physique, adopte une posture que le spécialiste des Balkans Paul Garde compare à celle de Philippe Pétain en France. La première tâche de son gouvernement est de s'occuper des centaines de milliers de réfugiés serbes, arrivés de Croatie et des différentes régions annexées par les occupants. Le pouvoir en Serbie est cependant détenu essentiellement par le gouverneur militaire allemand, poste successivement occupé par Harold Turner (1941–1942), Walter Uppenkamp (1942), Egon Bönner (1942–1943) et Franz Neuhausen (1943–1944). La présence de Nedić est essentiellement destinée à faire accepter l'occupation par la population serbe.
Pour pouvoir participer activement à la lutte contre les insurgés, Nedić est autorisé à créer une force armée, la Garde nationale serbe. Si les troupes de Nedić, en manque d'officiers, s'avèrent peu fiables, les Allemands trouvent des supplétifs nettement plus actifs dans les rangs du ZBOR. Le chef de ce parti, Dimitrije Ljotić, s'abstient de participer au gouvernement de Nedić, préférant exercer une influence parallèle : il met sur pied des détachements de volontaires, qui apportent un appui direct aux Allemands dans la lutte contre les résistants et se trouvent en situation de rivalité avec la Garde nationale. Les occupants obtiennent également la collaboration, dès le mois d'août, de Kosta Pećanac, un chef tchetnik ennemi de Draža Mihailović. Plusieurs milliers de Russes blancs émigrés en Yougoslavie sont par ailleurs recrutés pour former un « Corps de sécurité russe » chargé d'épauler les Allemands contre les communistes,,.

## Résistance au régime
Dès l'été 1941, le gouvernement collaborateur serbe se heurte à une forte résistance armée qui l'empêche d'exercer son autorité notamment dans les régions montagneuses. À l'automne, les Tchetniks du Gouvernement yougoslave en exil contrôlent la majeure partie de la Rascie tandis que les Partisans communistes de Tito établissent la République d’Užice dans la portion de territoire serbe dont ils ont pris le contrôle. L'offensive de l'Axe aboutit à reprendre en décembre le contrôle de ces deux territoires.
Durant la guerre de résistance en Yougoslavie, avec le concours du Corps de volontaires serbes de Dimitrije Ljotić, Nedić tente de « pacifier » la Serbie et d'en chasser les Tchetniks royalistes et les Partisans communistes. En sus de la Garde nationale serbe créée au début de l'année 1942, une branche serbe de la Gestapo est créée en avril.
Du fait de la répression brutale exercée par les Allemands et par les différentes milices serbes, le régime ne parvient pas à asseoir sa légitimité, les conditions d'occupation poussant au contraire la population de Serbie à soutenir les Tchetniks royalistes et les Partisans communistes (les premiers commençant à se rallier aux seconds à la demande du roi  Pierre II).

## Déportations et exterminations

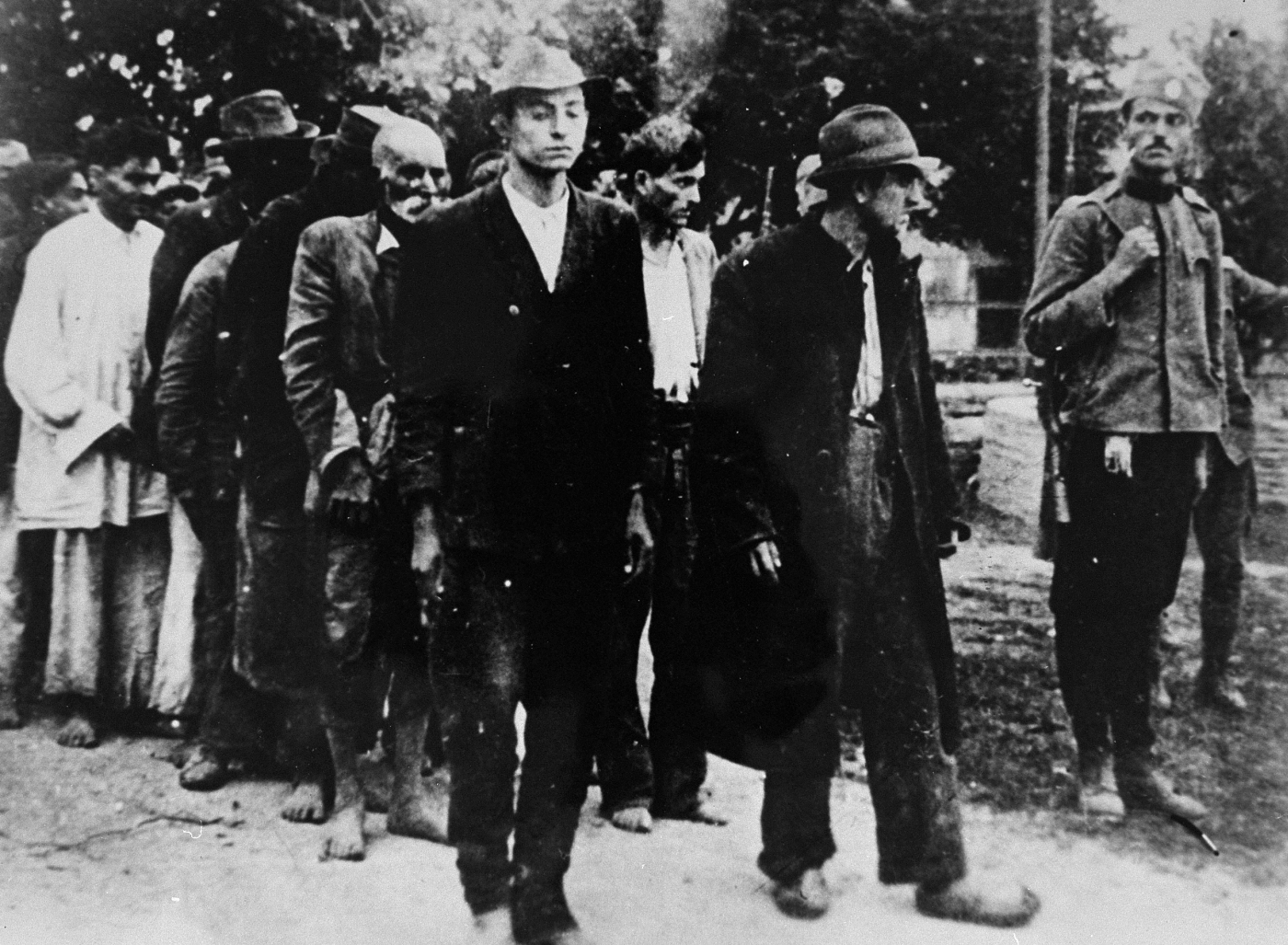
Arrestation de Roms en Serbie.

Des mesures discriminatoires furent prises contre les Juifs, roms et les francs-maçons. Les arrestations massives de Juifs commencent dès les premiers soulèvements en Serbie ; leurs biens sont confisqués et vendus à vil prix, généralement à des Allemands ethnique. Plusieurs camps de concentration, sous l'autorité de la Gestapo, sont installés dans d'anciens terrains militaires et industriels de la banlieue de Belgrade, pour y détenir des Juifs et d'autres otages. En octobre 1941, le plénipotentiaire allemand ordonne l'arrestation immédiate de tous les Juifs et Roms de sexe masculin ; les femmes et les enfants sont arrêtés ensuite, séparément. Le gouvernement Nedić, et plus encore le ZBOR, prêtent assistance aux Allemands ; ces derniers se chargent cependant de l'essentiel du « travail » en matière d'arrestations et de déportations, tandis que certains éléments de la police serbe opposent une résistance passive (retarder le plus possible l'exécution des ordres) ou active (prévenir les victimes à l'avance).
Sur l'ensemble du territoire, les roms sont internés dans des camps mixtes avec les juifs, où ils sont tués par les travaux forcés ou excécutés. Participant ainsi au Porajmos. C'est aussi en Serbie qu'a eu lieu le Massacre de Kragujevac, tuant entre 2300 et 5000 civils Roms et Serbes. Le nombre de victimes n'a pas pu être identifié.
Le camp de Sajmište, ouvert en décembre 1941 non loin de Belgrade, se trouve techniquement sur le territoire de l'État indépendant de Croatie mais relève des autorités d'occupation allemandes en Serbie : il accueille rapidement près de 7 000 Juifs et Roms, principalement des femmes et des enfants. La plupart périssent entre l'hiver 1941 et le printemps 1942 : plusieurs milliers sont tués à l'aide de camions à gaz qui les transportent ensuite depuis le camp jusqu'à une fosse commune creusée tout près de Belgrade. Le chef local de la Police de sûreté allemande se félicite à l'époque de ce que la Serbie soit désormais judenfrei (« libérée des Juifs »). Environ 14 500 juifs serbes, soit 90 % de la population juive de Serbie, sont tués sous le régime de Nedić. Parmi les Juifs de Serbie, certains parviennent à s'évader dans les montagnes, rejoignant les Tchetniks, ou à se faire transférer dans des zones d'occupation italiennes, où ils survivent dans la clandestinité à l'aide de certificats de baptême délivrés par les popes.
Des Juifs de la zone d'occupation hongroise en Serbie (Batchka) sont par ailleurs déportés vers l'État « indépendant » de Croatie, où ils sont internés puis tués, ainsi qu'en Serbie même, dans le camp de Banjica.

## Dissolution
En octobre 1944, le gouvernement se disperse face à l'avance sur Belgrade des Partisans et de l'Armée rouge. Milan Nedić lui-même prend la fuite le 6 octobre. Ceux de ses membres qui furent capturés par ceux-ci ou par les Alliés, furent par la suite jugés pour trahison et collaboration, et fusillés.